# Christian von Schönfeldt

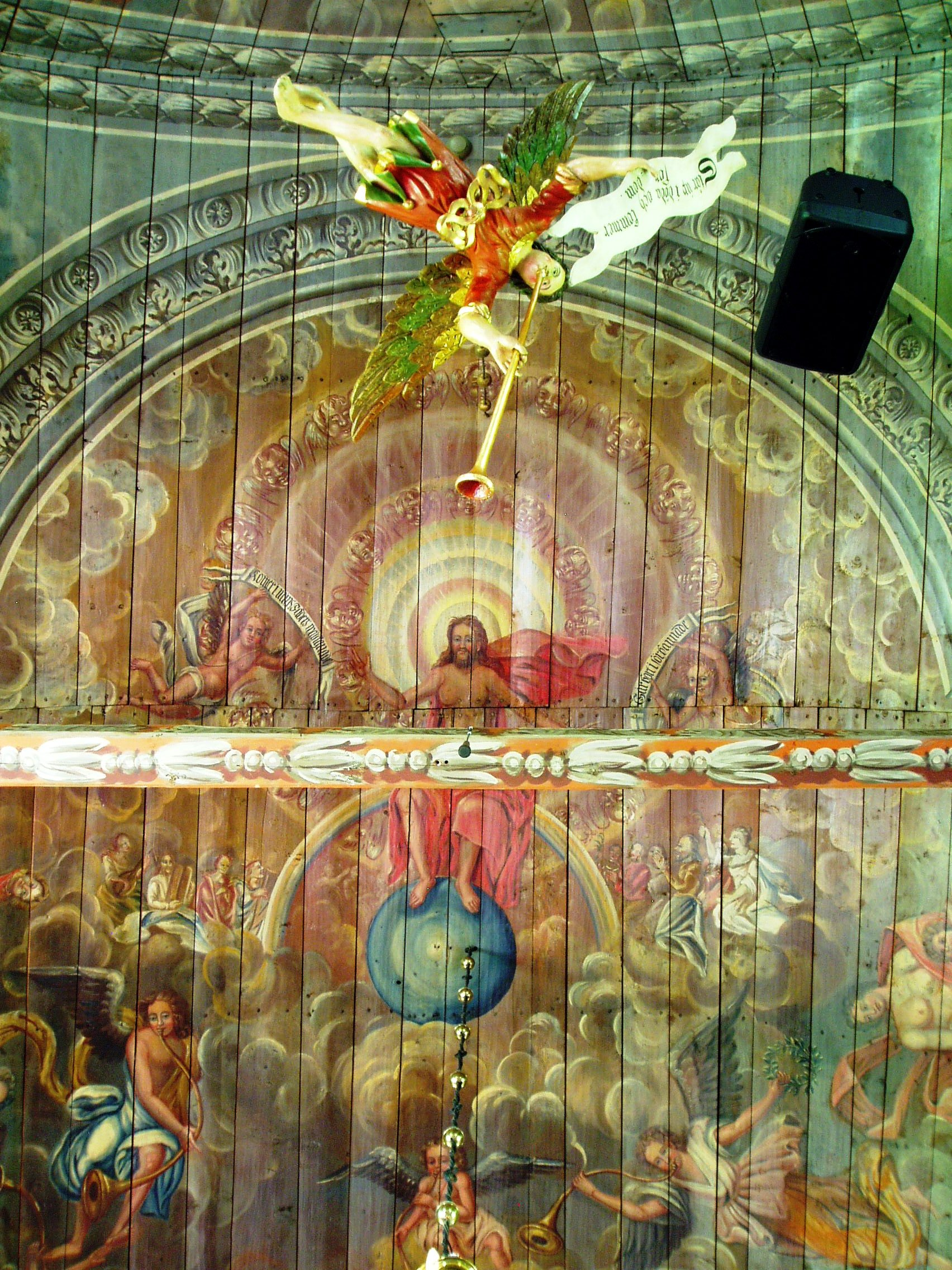
Takmålning i långskeppet i Råda kyrka i Västergötland.

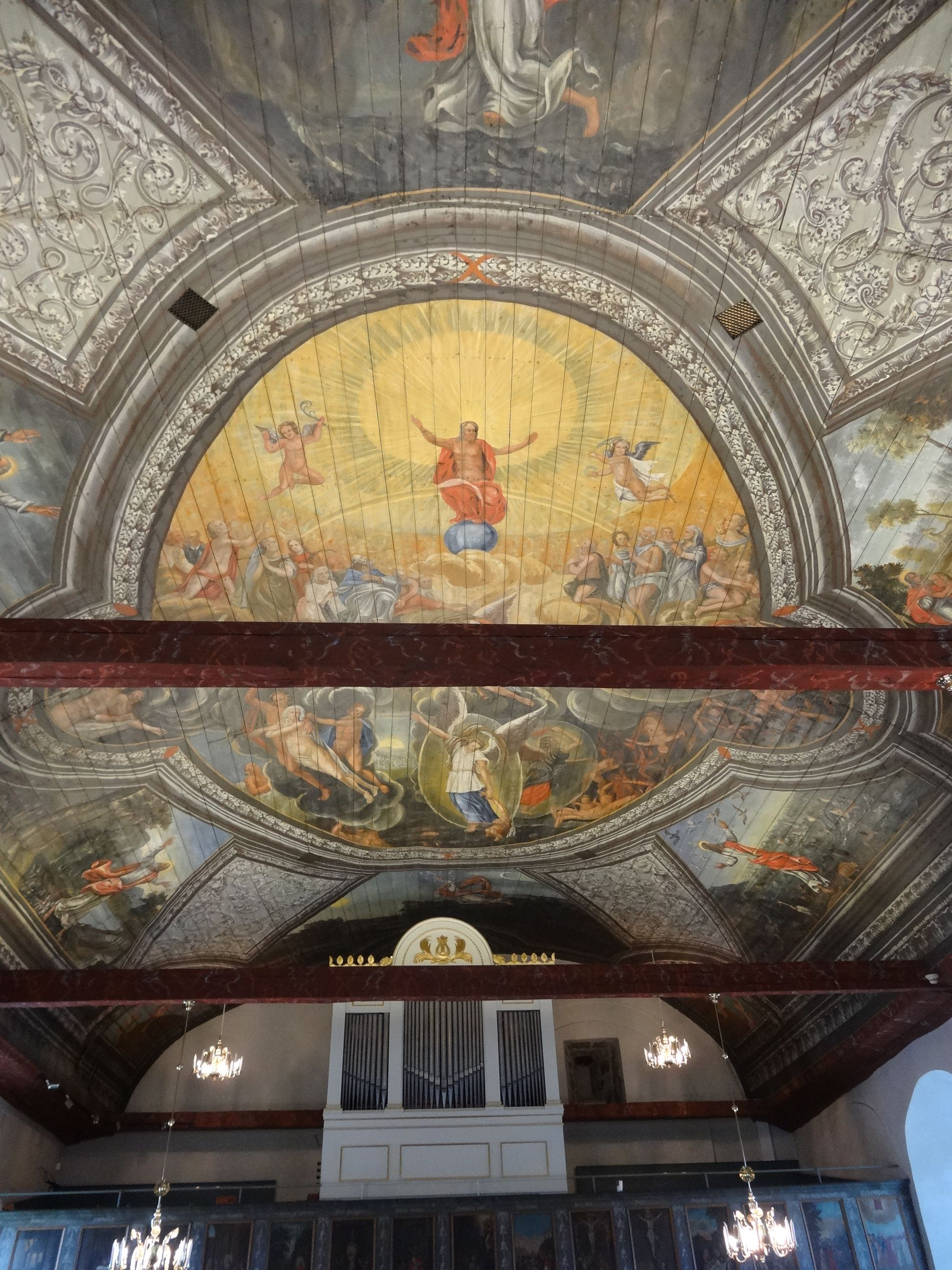
Takmålning i Bro kyrka, Bohuslän.

Christian Johan von Schönfeldt (Schönfeld, Schönfeldt, Schönfelt), född 1661 eller 1662 i Tyskland, död 1742 i Uddevalla, var en tysk-svensk kyrko- och porträttmålare.

## Biografi
Schönfeldt kom till Göteborg 1699 som ledare för ett resande comediantsällskap och anhöll hos magistraten i Göteborg om att få uppträda offentligt. Han uppträdde själv som lindansare, efter en tid försvann medlemmarna i sällskapet och Schönfeldt blev ensam kvar i Göteborg. Eftersom han troligen fått en målarutbildning i Nordtyskland försörjde han sig på att ta upp beställningar på porträtt, men eftersom han inte var medlem i något skrå kom han i kontrovers med skråmästarna i Göteborg. Tack vare vänskap med guvernören Johan Benedict von Schönleben fick han beskydd och konflikten bilades. Schönleben kom senare att utföra flera målningsuppdrag på Bohus slott. När man bildade Götheborgs Stadz Konst- och MåhlareGille 1702 blev han en av medlemmarna och kom snart att ta en ledande ställning i ämbetet och i det västsvenska måleriet. 1708 inledde han sin bana som kyrkomålare med takmålningen i Bro kyrka. Under den följande krigstiden målade han inte, men därefter fullbordade han i rask takt sju kyrkor. År 1739 flyttade han till Uddevalla och avled där tre år senare.
Han specialiserade sig på utsmyckning av kyrkor och högreståndsmiljöer utsmyckade totalt ett tjugotal kyrkor, främst i Bohuslän, men även i Västergötland. 1739 flyttade han till Uddevalla där han etablerade en verkstad och tog sig an ett antal lärogossar, bland andra Alexander Fox. Hans specialitet var stora takmålningar och Schönfeldts konst är en blandning av ängslig efterbildning av förlagor och originellt nyskapande och en färgsprakande barockstil. Med ett undantag utgörs hans kompositioner av klara, relativt tunga, barockkompositioner, hans figurteckningar är anatomiskt mindre vällyckade men färgspelet är lysande och uttrycksfullt. Han arbetade med limfärg istället för den för tiden vanliga oljefärgen, vilket gav mjukare bilder. Schönfeldt är representerad vid Uddevalla museum.
Christian von Schönfeldt var gift första gången med dottern till hovmusikern Hans Henrik Tauscher och andra gången från omkring 1720 med Catharina Bengtsdotter och tredje gången från 1738 med Gunilla Rasmusdotter samt far till Jacob och Martin von Schönfeldt.

## Verkförteckning
- 1699 Bohus slott. Diverse profana måleriarbeten, bland annat porträtt.
- 1699 Kungälvs kyrka. Bemålning av altarring. Bevarad.
- 1704 Säve kyrka. Takmålning. Motiv: Evas skapelse och syndafallet. Bevarat och restaurerat 1934.
- 1705 Brastads kyrka. Takvalvsmålning. Motiv ur bibeln. Försvunnet.
- 1705 Foss kyrka. Målning av dopfunt. Bevarad.
- 1709 Bro kyrka, Bohuslän. Takmålning. Motiv: I koret scener ur Höga visan och Psaltaren. Över långhuset Yttersta domen, omgiven av Skapelsedagarna. Bevarat och renoverat 1938.
- 1709 Lyse kyrka. Takvalvsmålning med bibliska scener. Försvunnet.
- 1713 Tyska kyrkan, Göteborg. Målning av David Amyas epitafium.
- 1725 Tanums kyrka, Bohuslän. Renovering och målning av altartavla, läktare och predikstol med mera. Försvunnet.
- 1727 Kville kyrka. Takvalvsmålning, målning av predikstol, dopfunt, altartavla med mera. Motiv i koret: Treenigheten. I långhuset: yttersta domen och himmelriket. Försvunnet.
- 1727 Svarteborgs kyrka. Målning av takvalv, altartavla, läktare och predikstol. Motiv för takmålningen i koret: treenigheten. I långhuset: Yttersta domen omgiven av varierande bibliska motiv. Bevarat och renoverat 1953.
- 1728 Brastads kyrka. Klockstapeln rödfärgad och altartavlan och nummertavlan målade.
- 1728-1733 Västerlanda kyrka. Takmålning. Försvunnet.
- 1728 Lyse kyrka. Tornet rödfärgat.
- 1729 Stala kyrka. Takvalvsmålning. Motiv i koret: Scener ur Höga visan och Psaltaren. Över långhuset: Yttersta domen omgiven av Kristi förklaring, korsfästelsen, begravningen och himmelsfärden. Försvunnet.
- 1729 Långelanda kyrka. Takvalvsmålning. Motiv: Yttersta domen, uppståndelsen, det eviga livet och helvetet. Försvunnet.
- 1730 Näsinge kyrka. Takmålning på plant trätak. Motiv i koret: treenigheten. I långhuset: uppståndelsen och yttersta domen. Försvunnet.
- 1730 Lommelands kyrka. Takmålning på plant trätak. Motiv i koret: treenigheten. I långhuset: yttersta domen. Försvunnet.
- 1730 Skee kyrka. Takmålning. Endast sakristietaket, försett med målningen: Kristus, synderskan och publikanen, bevarat.
- 1731 Naverstads kyrka. Takvalvsmålning. Motiv i koret: den vandrande pilgrimen. I koret: yttersta domen och helvetet. Framtaget och bevarat.
- 1731 Mo kyrka, Bohuslän. Målning av altartavlan och stoffering av predikstolen. Försvunnet.
- 1734 Råda kyrka, Härryda kommun. Takvalvsmålning. Motiv i koret: treenigheten. Över långhuset: yttersta domen omgiven av bibliska motiv. Bevarat och renoverat.
- 1734 Bro kyrka, Bohuslän. Rödfärgat tornet. Försvunnet. Målat nattvardstavla till altaruppsats med mera. Bevarat.
- 1734 Brastads kyrka. Målning av altardisken, fönsterkarmar och portar.
- 1734 Lyse kyrka. Målning av altardisken.
- 1735 Stenkyrka kyrka, Bohuslän. Takvalvsmålning. Motiv i koret: Jehovatecknet och änglar. Över långhuset: yttersta domen omgiven av Kristi födelse, korsfästelsen samt himmelen och helvetet. Försvunnet.
- 1737 Tossene kyrka. Takvalvsmålning och läktarmålningar med olika bibliska scener. Försvunnet.
- 1738 Askums kyrka. Takvalvsmålning, samt målning av läktarbröstning och nummertavla. Motiv för takmålningen i koret: treenigheten. I långhuset: yttersta domen och helvetet. Försvunnet utom några bemålade bräder uppsatta i kyrkans bårhustak.

## Bilder från Naverstads kyrka

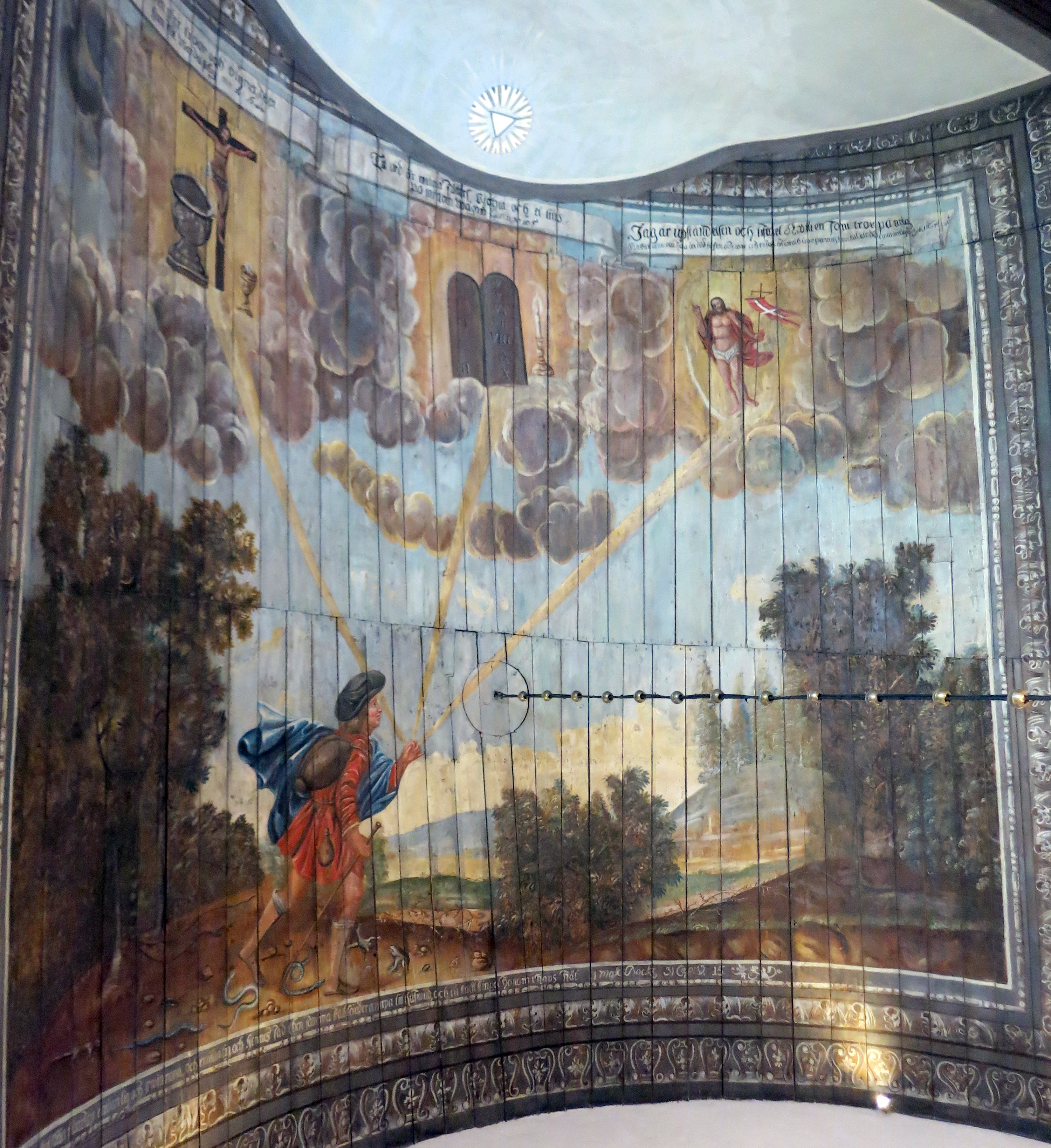
Målning i korets tak
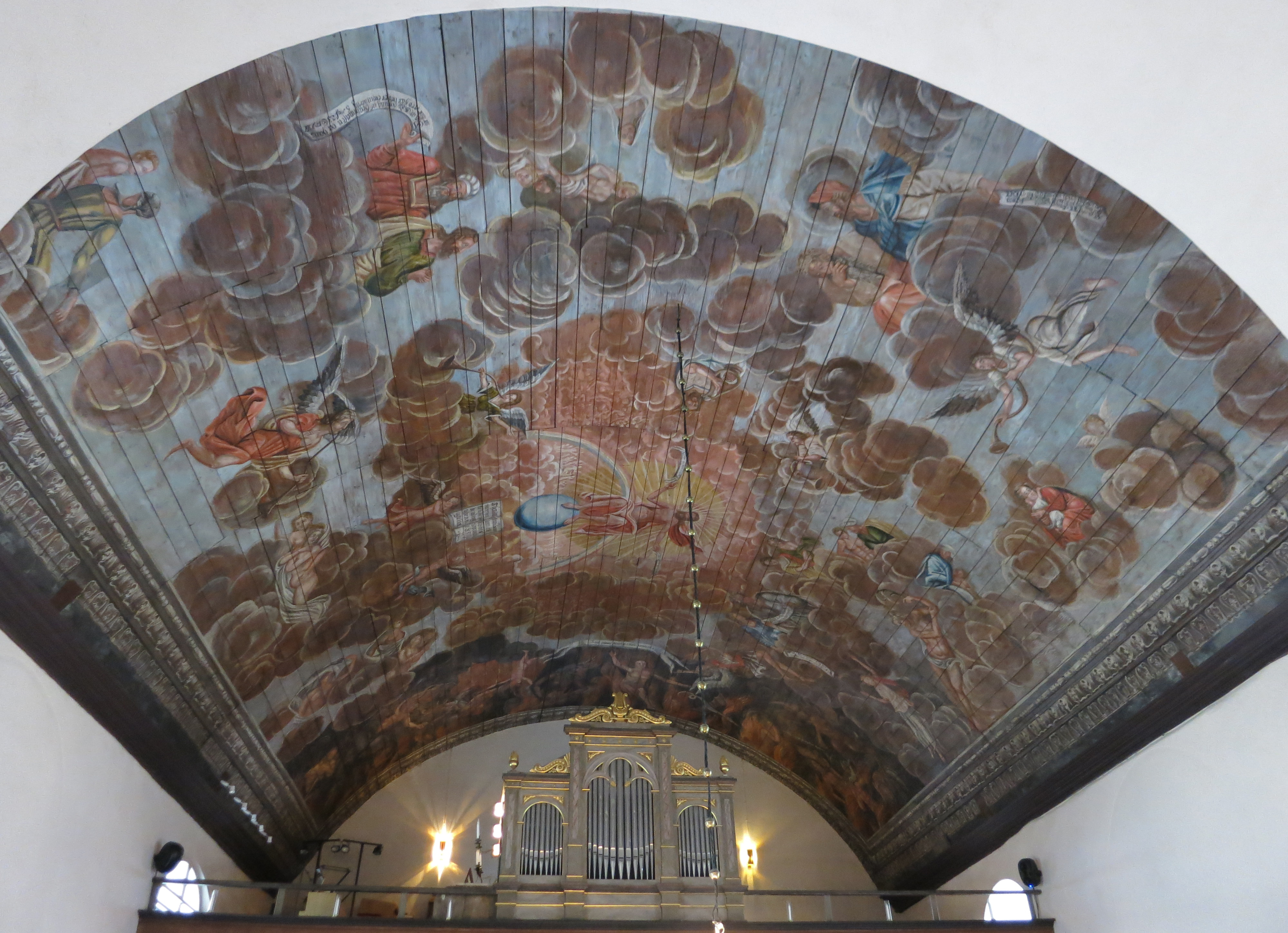
Målning i långhusets tak
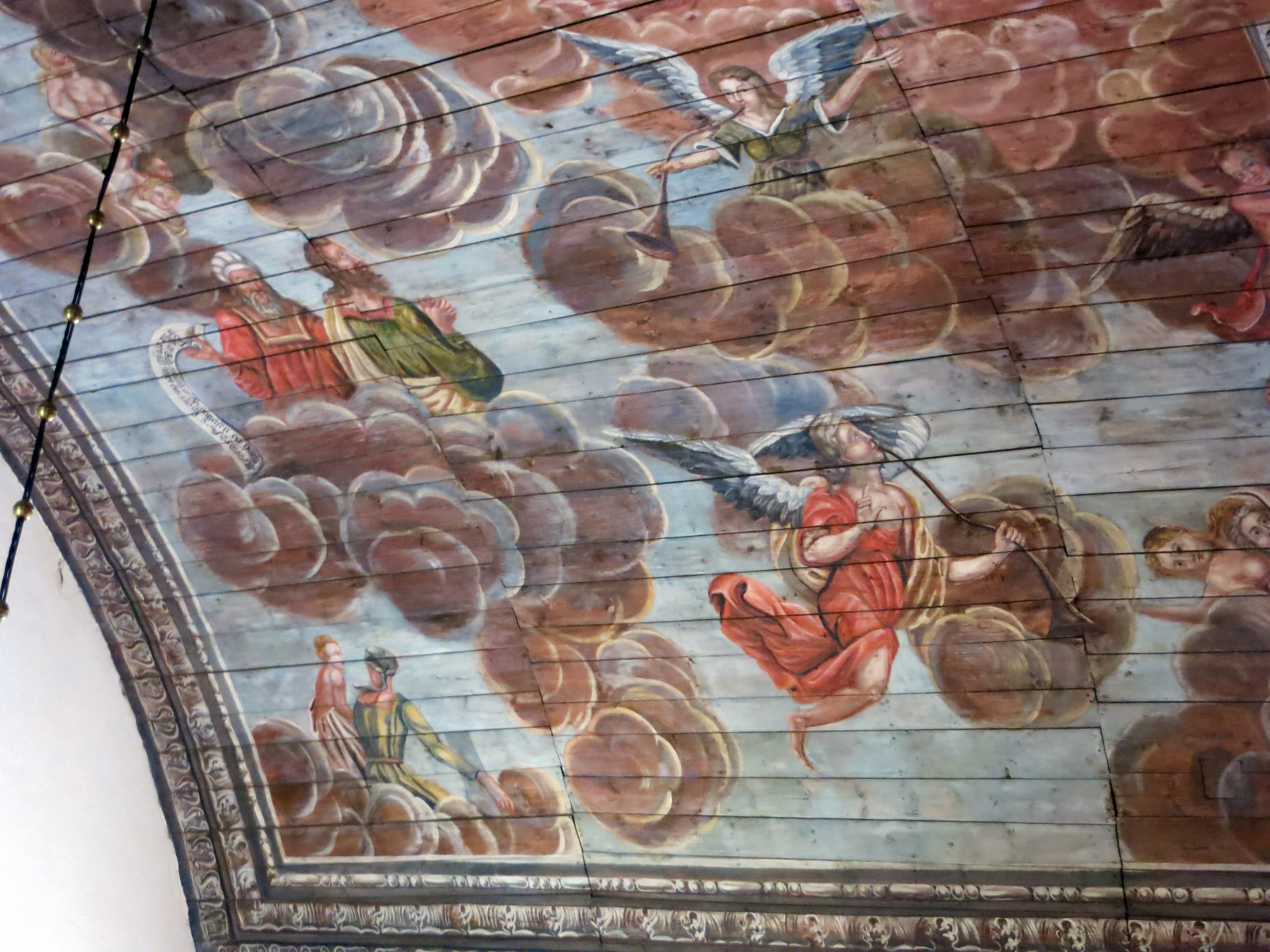
Detalj från takmålningen i långhuset